# Parras de la Fuente, Tamaulipas
Parras de la Fuente är en ort i Mexiko.   Den ligger i kommunen Abasolo och delstaten Tamaulipas, i den centrala delen av landet, 500 km norr om huvudstaden Mexico City. Parras de la Fuente ligger 191 meter över havet och antalet invånare är 144.
Terrängen runt Parras de la Fuente är huvudsakligen platt, men åt nordväst är den kuperad. Runt Parras de la Fuente är det mycket glesbefolkat, med 3 invånare per kvadratkilometer. Det finns inga andra samhällen i närheten. I omgivningarna runt Parras de la Fuente växer huvudsakligen savannskog.